# Willibrordus (premetrostation)
Willibrordus is een toekomstig station van de Antwerpse premetro gelegen onder het pleintje voor de Sint-Willibrorduskerk in de Kerkstraat.
Het station zal samen met station Stuivenberg en de bijhorende tunnel tussen de stations Schijnpoort en Carnot geopend worden voorjaar 2028.
Op straat niveau komen er 2 toegangen. Eén op het pleintje, waarvan het dak dienst zal doen als tribune voor het basketbalveldje. En de andere in de Kerkstraat bij de Lammekensstraat.
Op niveau -1 komt de stationshal die toegang geeft tot de perrons op -2 en -3 en de toegangen op straat niveau.
Op niveau -2 komt het 60m lange perron richting Carnot.
Op niveau -3 komt het 60m lange perron richting Stuivenberg.
Door welke lijnen het station zal bediend worden dient nog worden te bepaald.

## Geschiedenis
Begonnen in 1979 zijn de werken hier sinds 1982 stilgelegd. Het station was bedoeld voor tramlijn 12 die, ter vervanging van tramlijn 3, via de Kerkstraat naar het premetrostation Schijnpoort zou rijden. Tramlijn 3 volgt nu een ander traject via Elisabeth en Handel, terwijl tramlijn 12 nog  steeds bovengronds rijdt. Ook binnen het Pegasusplan is geen opening voor dit premetrostation voorzien.
In 2014 kondigde de nieuwe Vlaamse regering aan de ingebruikname van de tunnel onder de Kerkstraat en de Pothoekstraat, langs stations Stuivenberg en Willibrordus te gaan onderzoeken. 
Op zondag 15 maart 2015 werden de stations Stuivenberg en Willibrordus en de bovenste tunnel tussen beide stations tijdens een plaatselijke stratenloop ingelopen.
In het stedelijk bestuursakkoord dat in december 2018 tussen de partijen van de nieuwe coalitie voor de periode 2019-2024 werd opgesteld, wordt expliciet vermeld dat dit station (en daarmee dus ook de huidige ongebruikte tunnel) in gebruik zal genomen worden (al wordt er in de tekst verwezen naar "station Kerkstraat").
In juli 2022 gaf de Vlaamse regering toelating voor de aanbesteding voor afwerking tegen 2026 (ondertussen 2027) van de ongebruikte premetrotunnel onder de Kerkstraat-Pothoekstraat, inclusief de twee ongebruikte stations Willibrordus en Stuivenberg. Gelijktijdig worden ook twee ongebruikte stations in de reeds operationele Reuzenpijp afgewerkt: Drink en Morckhoven. Dit project is als onderdeel van het Routeplan 2030 reeds begroot.
Op een infomoment van de Antwerpse premetro werd op 14 juni 2024 meegedeeld dat het komende premetrostation Sint-Willibrordus voortaan Willibrordus (zonder Sint-) zal heten. De nog kortere versie Willibrord (dus zonder us-uitgang zoals de heilige Clemens Willibrord in werkelijkheid heette) werd afgewezen.